# سنگ‌نگاره بهرام دوم و درباریان
سنگ‌نگاره بهرام دوم و درباریان یک بنای یادمان سنگ‌تراشی شده از دوره ساسانی است که در نقش رستم جای دارد. این نقش ۵ متر طول و ۲٫۵ متر عرض دارد و در وسط آن بهرام دوم با تاج و بال شهبازدارش که تمام قد ایستاده و رو به چپ دارد، نقش شده است. سه نفر دیگر نیز به‌حالت نیم‌تنه در پشت سر شاهنشاه تصویر شده‌اند که همه وی را می‌نگرند و انگشت سبابهٔ دست راست را به‌حالت احترام به‌سوی او دراز کرده‌اند. در جلوی روی بهرام، پنج نفر دیگر بازهم به حالت نیم‌تنه نقش شده‌اند که آن‌ها هم رو به سوی شاه دارند.
اولین نفر سمت چپ، کلاه استوانه‌ای با نوک پیش‌آمده دارد و گردن‌بند پوشیده و بدون ریش است که براساس سکه‌های بدست‌آمده، او را ملکهٔ بهرام دوم یعنی شاپور دختک دانسته‌اند. نفر چهارم بی‌ریش است و کلاهی دارد که بر روی آن علامتی مانند قیچی، نقش شده که علامت مذکور، نشان خانوادگی خانوادهٔ کرتیر بوده‌است و در نتیجه این نقش نیز، مربوط به کرتیر موبدان موبد ایران در این دوره است.
سنگ‌نگاره بهرام دوم و درباریان از سنگتراشی‌های بسیار دیدنی و زندهٔ دورهٔ ساسانی است و مشخصات بسیاری از آن دوره را بر ما روشن می‌کند.